# Hubert Menten

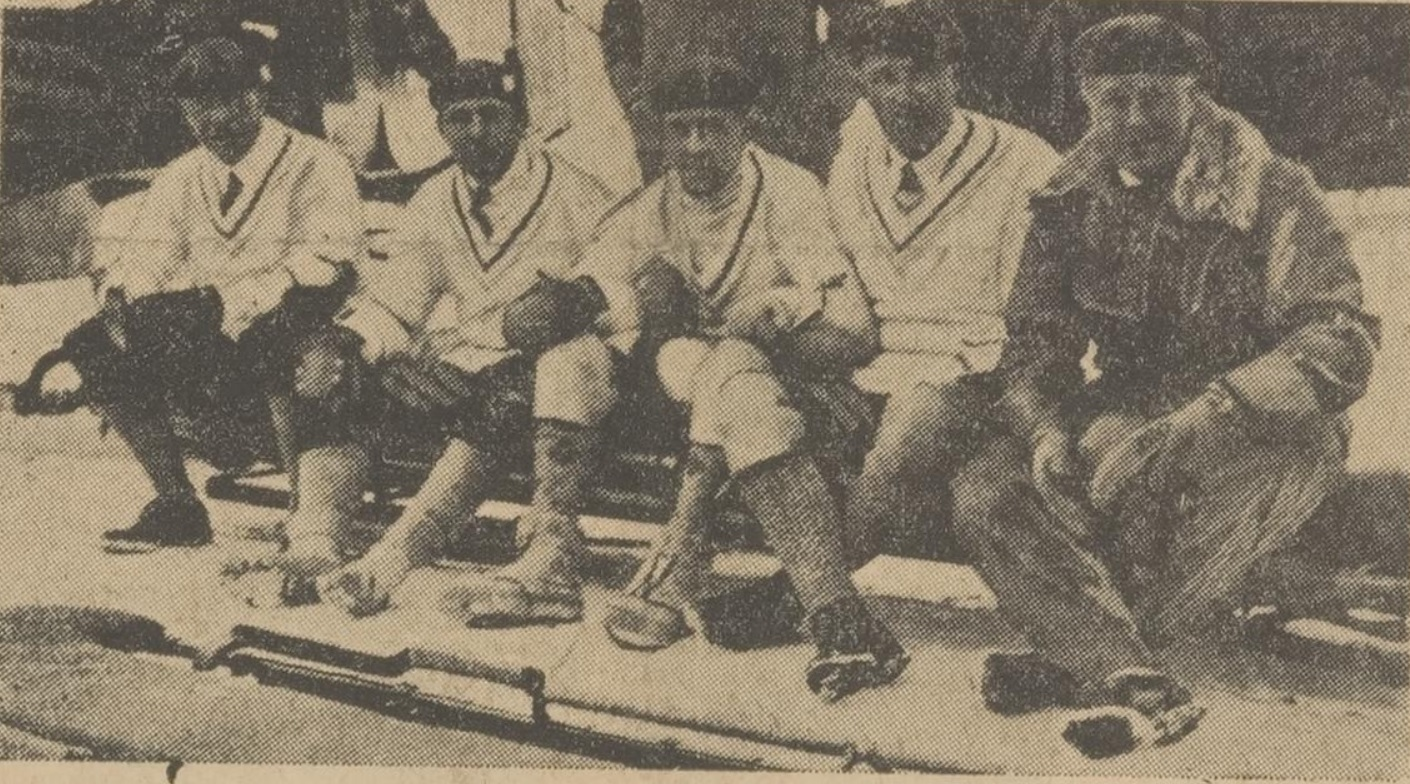
Die olympische Bobmannschaft der Niederlande am 15. Februar 1928

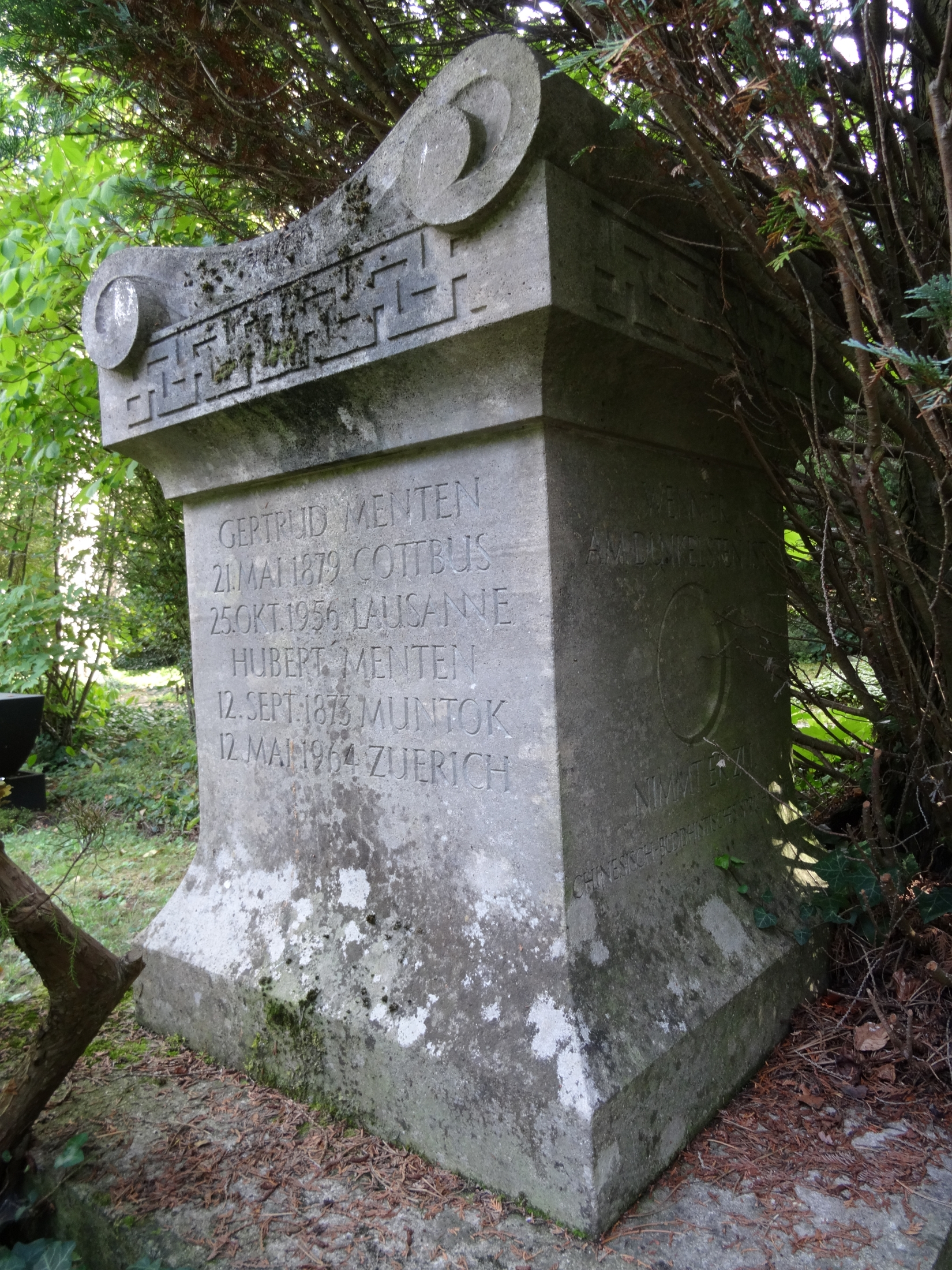
Grab, Friedhof Enzenbühl in Zürich. Grabinschrift: Wenn der Mond an vollsten ist, beginnt er zu schwinden. Wenn er am dunkelsten ist, nimmt er zu.

Jacques Hubert Pierre François Menten (geb. 12. September 1873 in Mentok, Niederländisch-Indien; gest. 12. Mai 1964 in Zürich, Schweiz) war ein niederländischer Bobfahrer (Bremser). Er war ein Mitglied der ersten niederländischen Bobmannschaft, die an den Olympischen Winterspielen teilnahm.

## Leben
Hubert Menten wurde in Mentok, Niederländisch-Indien, geboren. Die Stadt liegt in der indonesischen Inselgruppe Bangka-Belitung auf der Insel Sumatra.
Als Bobfahrer und Bremser fuhr Menten auf 22 erste, 13 zweite und 16 dritte Podestplätze. Zusammen mit Curt van de Sandt, Jacques Delprat, Edwin Teixeira de Mattos und Henri Dekking nahm er im Viererbob an den Olympischen Winterspielen 1928 in St. Moritz teil. Das Team belegte im ersten Lauf den achten Rang und nach dem zweiten Lauf den zwölften Rang.
Hubert Menten war mit Gertrud (1879–1956) verheiratet; er fand seine letzte Ruhestätte auf dem Friedhof Enzenbühl in Zürich.